# Кривовілька (Польща)
Кривовілька (Кшивовулька, пол. Krzywowólka) — село в Польщі, у гміні Славатичі Більського повіту Люблінського воєводства. Населення — 148 осіб (2011).

## Історія
У 1827 році в селі мешкало 305 осіб, а у 1883 році — 363 особи.
За даними етнографічної експедиції 1869—1870 років під керівництвом Павла Чубинського, у селі переважно проживали греко-католики, які розмовляли українською мовою.
У середині 1940-х років у районі Кривовільки діяла сотня УПА Івана Романечка («Володі»), що належала до тактичного відтинку «Данилів». У 1947 році в рамках операції «Вісла» польська армія виселила з Кривовільки на приєднані до Польщі північно-західні терени 226  українців.
У 1975—1998 роках село належало до Білопідляського воєводства.

## Населення
Демографічна структура станом на 31 березня 2011 року:
|          | Загалом | Допрацездатний вік | Працездатний вік | Постпрацездатний вік |
| -------- | ------- | ------------------ | ---------------- | -------------------- |
| Чоловіки | 80      | 24                 | 48               | 8                    |
| Жінки    | 68      | 9                  | 39               | 20                   |
| Разом    | 148     | 33                 | 87               | 28                   |